# Marquard
Marquard este un oraș din Africa de Sud.